# Могильщик четырёхточечный
Могильщик четырёхточечный (Nicrophorus quadripunctatus) — вид жуков-мертвоедов из подсемейства могильщиков.

## Описание
Длина тела 14-24 мм. Переднеспинка трапециевидной формы с закруглёнными передними и задними углами, широкими полями широкие. Надкрылья чёрного цвета с двумя широкими полосками оранжевого цвета, прерванными по шву надкрылий. Передняя полоса доходит до плеч, а вторая — до заднего края надкрылий. У большинства особей каждая из этих перевязей содержит в себе по одному чёрному пятну с каждой из сторон. Булава усиков двухцветная (вершинные членики рыжего окраса). На лбу имеется красное пятно, которое у отдельных экземпляров может отсутствовать. Виски покрыты чёрно-бурыми или жёлтыми волосками. Эпиплевры полностью жёлтого цвета. Заднегрудь покрыта густыми длинными волосками жёлтого цвета. На эпимерах имеются только лишь единичные небольшие жёлтые волоски.

## Ареал
Вид широко распространен в странах Восточной Азии: в северо-востоке Китая, Корее, Японии, России (Приморье, Курилы — Шикотан).

## Биология
Является некрофагом: питается падалью как на стадии имаго, так и на личиночной стадии. Жуки закапывают трупы мелких животных в почву и проявляют развитую заботу о потомстве — личинках, подготавливая для них питательный субстрат. Из отложенных яиц выходят личинки с 6 малоразвитыми ногами и группами из 6 глазков с каждой стороны. Хотя личинки способны питаться самостоятельно, жуки-«родители» растворяют своими пищеварительными ферментами ткани трупа, готовя для них питательный «бульон». Это позволяет личинкам быстрее развиваться.